# Rae Bareli
Rae Bareli ou Raebareli ou Rai Bareli est une ville de l'état d'Uttar Pradesh en Inde. La ville est située au bord de la rivière Sai.